# Tú me abrasas
Tú me abrasas es una película dramática argentina de 2024 dirigida, escrita, fotografiada y producida por Matías Piñeiro.
La película fue seleccionada para participar en la sección Encuentros en el Festival Internacional de Cine de Berlín de 2024 donde tuvo su estreno mundial.

## Reparto
- Ana Cris Barragán como la amante
- Maria Inês Gonçalves como la estudiante de biología
- Agustina Muñoz como la narradora
- Gabriela Saidon como Sappho
- María Villar como Britomartis
- Michelle Yoon como la recolectora de manzanas
- Katarina Burin como Calypso

## Sinopsis
La poetisa Sappho se encuentra con la ninfa Britomartis junto al mar. Cuentan que Safo saltó al mar por desamor, mientras que Britomartis cayó al agua huyendo de la persecución de un hombre. Juntas reflexionan sobre los agridulces dolores del deseo.

## Premios y nominaciones
| Año  | Festival de Cine   | Fecha del evento | Categoría  | Nominado      | Resultado     | Ref.  |
| ---- | ------------------ | ---------------- | ---------- | ------------- | ------------- | ----- |
| 2024 | Festival de Berlín | 21 de febrero    | Encuentros | Tú me abrasas | Participación | [ 2 ] |